# Scapheremaeus quadrireticulatus
Scapheremaeus quadrireticulatus är en kvalsterart som beskrevs av Wang 1998. Scapheremaeus quadrireticulatus ingår i släktet Scapheremaeus och familjen Cymbaeremaeidae. Inga underarter finns listade i Catalogue of Life.